# جت‌الیانس

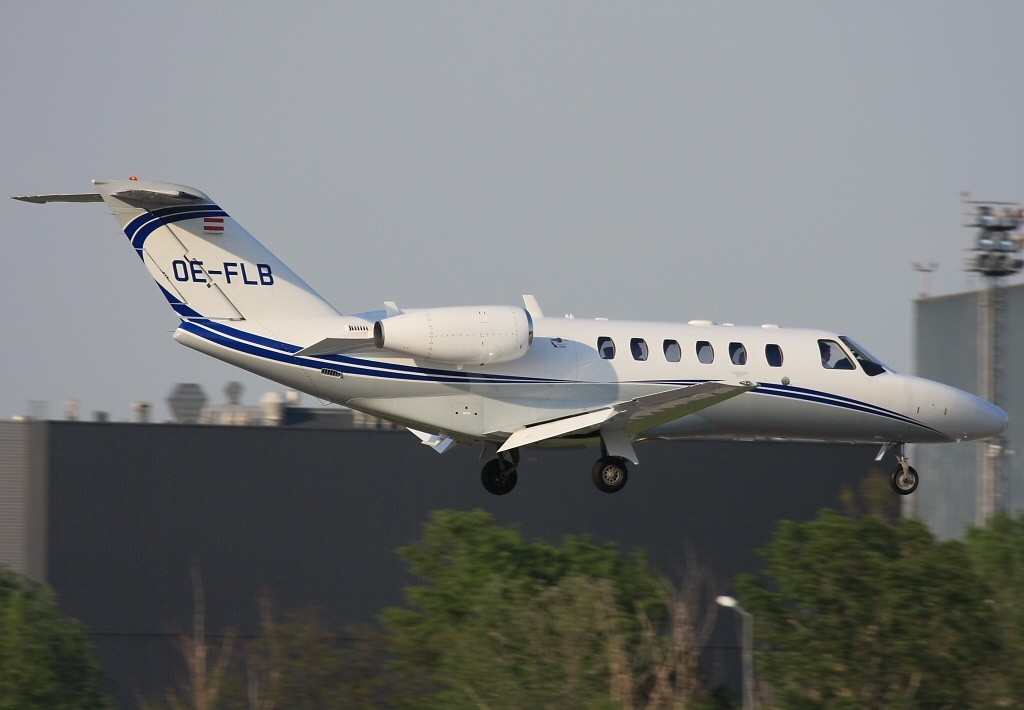
جت‌الیانس

جت‌الیانس (به انگلیسی: Jetalliance) یک شرکت هواپیمایی است که در سال ۱۹۹۶ میلادی تأسیس شده‌است.
دفتر مرکزی جت‌الیانس در اتریش واقع شده و قطب این شرکت هواپیمایی در فرودگاه بین‌المللی وین قرار دارد و به اروپا و آمریکای شمالی، پرواز مستقیم انجام می‌دهد.

## ناوگان هوایی
- ۲ فروند بمباردیه چلنجر ۸۵۰
- ۱ فروند لیرجت ۶۰
- ۳ فروند سسنا سایتیشن‌جت
- ۱ فروند سسنا سایتیشن فمیلی
- ۳ فروند سسنا سایتیشن ایکس
- ۳ فروند سسنا سایتیشن اکسل
- ۱ فروند داسو فالکن-۵۰EX
- ۱ فروند داسو فالکون ۹۰۰B
- ۲ فروند داسو فالکن
- ۲ فروند امبرائر ای‌آرجی ۱۳۵/۱۴۰/۱۴۵
- ۱ فروند گلف‌استریم جی۵۵۰
- ۱ فروند گلف‌استریم ۴
- 1 فروند Raytheon Beechjet 400A